# Casserengue
Casserengue este un oraș în Paraíba (PB), Brazilia.